# 潍坊新村
潍坊新村是位於中華人民共和國上海市浦東新區福山路旁的一個住宅區，名稱來自於潍坊路。濰坊新村內大多為5至6層的樓房。截至1989年時濰坊新村佔地90平方米，潍坊新村可分為濰坊一村至濰坊十村等小區。此地原先是小河溝、自然村落、牧場以及農田。1976年起，逐步建立22幢5層樓和6層樓房屋，並取名為濰坊三村。1978年起又建立35幢5層樓和6層樓房屋，並取名為濰坊二村。1982年，濰坊四村建立。1983年，濰坊一村、五村和六村建立。1984年，濰坊八村建立。1985年，濰坊九村建立。1986年，濰坊十村建立。